# Бесикты
Бесикты (каз. Бесікті) — село в Атырауской области Казахстана. Находится в подчинении городской администрации Атырау. Входит в состав Каиршахтинского сельского округа. Код КАТО — 231053200.

## Население
В 1999 году население села составляло 856 человек (432 мужчины и 424 женщины). По данным переписи 2009 года, в селе проживал 1021 человек (499 мужчин и 522 женщины).